# Herb Watykanu

Godło Stolicy Apostolskiej

Herb Watykanu jest oficjalnym symbolem tego państwa. Różni się detalami (odwrotna kolejność kluczy) od godła Stolicy Apostolskiej, będącej osobnym podmiotem prawa międzynarodowego, choć powszechnie utożsamianej z państwem Watykan. 

## Opis herbu
Herb Watykanu, przedstawia w polu czerwonym dwa klucze, złoty i srebrny, skrzyżowane w skos, złączone czerwonym sznurem, umieszczone pod srebrną tiarą, uwieńczoną trzema złotymi diademami.

## Dodatkowe informacje
Nadmienić trzeba, że każdy z papieży posiada swój własny herb pontyfikalny, który wkomponowany jest w panoplium, jakim jest godło Stolicy Apostolskiej. Tak więc mamy do czynienia z dwoma niezależnymi symbolami odnoszącymi się do autonomicznych podmiotów prawnych: Miasta-Państwa Watykanu, oraz do Stolicy Apostolskiej, której godło wraz z kolejnym pontyfikatem, jest dopełniane osobistym herbem papieskim i jako takie symbolizuje Stolicę Apostolską i Papiestwo.
W każdym herbie papieskim (a także herbie kardynała kamerlinga) klucze są umieszczone w kolejności charakterystycznej dla herbu Stolicy Apostolskiej.